# Down with the King
Down with the King (с англ. — «Вместе с королём») — шестой студийный альбом американской рэп-группы Run-D.M.C., выпущенный 4 мая 1993 года лейблом Profile Records. Альбом был спродюсирован Pete Rock, Q-Tip, EPMD, Kay Gee, Jam Master Jay, The Bomb Squad, Daniel Shulman, Run-D.M.C., Chyskills, Jermaine Dupri, Clifton «Specialist» Dillon.
Этот инновационный альбом, демонстрирующий их развивающийся стиль, может похвастаться приглашёнными гостями, в том числе и регги звездой Mad Cobra и гитаристом группы Rage Against the Machine. В записи альбома приняли участие рэперы Pete Rock & C.L. Smooth, Q-Tip, EPMD и Onyx.
Благодаря заглавному треку альбому был присвоен «золотой» статус по продажам спустя всего 2 месяца, 20 июля 1993 года. Down with the King достиг 7 места в чарте Billboard 200 и 1 места в чарте Top R&B/Hip Hop Albums в американском журнале Billboard.
Альбом содержит 3 сингла, которые попали в чарты журнала Billboard: «Down with the King», «Ooh, Whatcha Gonna Do» и «Can I Get It, Yo». Заглавный трек также попал в хит-парад UK Singles Chart в Великобритании.
Альбом был переиздан на лейбле Arista Records в 1999 и 2003 году.

## Об альбоме
С выходом нового альбома группа Run-D.M.C. обрела новый имидж: чёрные тюремные костюмы, чёрные Тимберленды и лысые головы. ДиэМСи перестал носить традиционные очки, заменив их на контактные линзы, а на шее он начал носить большой чёрный деревянный крест. Ран начал носить солнцезащитные очки. Джей стал носить на голове дизайнерскую лыжную шапку Walker Wear, чтобы скрыть свою лысую голову.
Альбом был записан и сведён на 9 студиях Нью-Йорка и на одной студии в Атланте («Can I Get A Witness»).

## Приём критиков
После слабого отклика на альбом Back from Hell, группа решила внести некоторые радикальные изменения. Их первоочередной задачей было восстановить уличную репутацию, поэтому они начали работу над новым современно звучащим альбомом с помощью некоторых из самых популярных артистов и продюсеров в рэп-игре. Отступая от жанра нью-джек-свинг, который захлестнул альбом Back from Hell, они завербовали Pete Rock, Q-Tip, EPMD, Naughty by Nature, The Bomb Squad и Jermaine Dupri, чтобы помочь им спродюсировать Down with the King. Новый звук определённо стал более модным, и их фетровые шляпы и кроссовки Adidas были заменены на бритые головы и чёрные толстовки, чтобы соответствовать их новому музыкальному направлению — гангста-рэп; который следует примеру группы Onyx, подписанной на лейбл Джем Мастер Джея. Вместо игры слов, которая положила начало их карьере, это новое воплощение Run-D.M.C. включает в себя модный «грязный» звук с множеством криков над определёнными лирическими частями, подражая группе Leaders of the New School. Биты менее банальны, менее вдохновлены фанком, и более джазовы и зловещи, со зловещими басовыми линиями, органами и замедленными семплами горна, а вокал более грубый и злой. Давние поклонники будут удивляться, почему трио не остаётся верным своему прошлому, особенно когда Ран позаимствовал у новичков Das EFX фразы «stiggitys» и «riggitys», но альбом призван завоевать новое поколение поклонников, а старожилы могут найти утешение в том факте, что рок снова включён в песне «Big Willie», возврате к песне «Rock Box» с разрывающейся гитарной партией гитариста Тома Морелло из группы Rage Against the Machine. Хотя это и менее оригинально, чем их более ранние классические альбомы, но это впечатляющий показ от рэп-группы, которая вместе уже десять лет, что само по себе инновационно.
В песне «In The House» Ран и ДиэМСи ссылаются на свои старые хиты, в то время как усиленная гитарой «Big Willie» заставляет всех слушать ударные аккорды и выкрики команды как в песне «King Of Rock» 1985 года. Ран также берёт пример с группы Naughty by Nature, исполняя рэп в стиле и скорости, похожих на рэпера Treach из этой группы, и ДиэМСи присоединяется к нему, чтобы выкрикивать припевы в песнях «Come On Everybody» и «Can I Get It, Yo», чем обычно занимаются молодые хип-хопперы Das EFX или Fu-Schnickens. А темп и припев песни «3 in the Head» делают её точной копией песни Cypress Hill «Hand On The Pump». Будь то подражание или дань нынешним стилям хип-хопа, «Down With The King» может похвастаться продуманным продюсированием, а его постоянный быстрый темп делает его идеальным саундтреком для летних вечеринок.

## Видеоклипы
Было выпущено два видеоклипа на песни из альбома: «Down With The King» и «Ooh, Whatcha Gonna Do». В видео на заглавный трек снялось огромное количество рэп-звёзд того времени: A Tribe Called Quest, Jermaine Dupri, Eazy-E, Das Efx, EPMD, Kid Capri, Kris Kross, KRS-One, Naughty By Nature, Onyx, PM Dawn, Redman, Pete Rock, Salt-N-Pepa, C.L. Smooth. А в видео на песню «Ooh, Whatcha Gonna Do» снялась группа Onyx.

## Список композиций
Информация о семплах была взята из сайта WhoSampled.
| #  | Название                | При участии             | Продюсер(ы)                   | Сэмпл(ы) | Длительность |
| -- | ----------------------- | ----------------------- | ----------------------------- | --- | ------------ |
| 1  | «Down With The King»    | Pete Rock & C.L. Smooth | Pete Rock                     | - The Original Broadway Cast of «Hair» (James Rado, Gerome Ragni and Galt MacDermot) — «Where Do I Go?» (1968) - Run-D.M.C. — «Run’s House» (1988) - Run-D.M.C. — «Sucker M.C.'s (Krush Groove 1)» (1983)                                                     | 5:00         |
| 2  | «Come On Everybody»     | Q-Tip                   | Q-Tip                         | - Lonnie Smith — «Spinning Wheel» (1970) - Billy Squier — «The Big Beat» (1980) - A Tribe Called Quest — «Scenario (Remix)» (feat. Leaders of the New School and Kid Hood) (1992)                                                                             | 4:30         |
| 3  | «Can I Get It, Yo»      | EPMD                    | EPMD Mr. Bozack (сопродюсер)  | - Manzel — «Midnight Theme» (1979) - Kurtis Blow — «AJ Scratch» (1984) - Run-D.M.C. — «Hit It Run» (1986) | 3:30         |
| 4  | «Hit ’Em Hard»          |                         | Kay Gee                       | - Billy Squier — «The Big Beat» (1980) - Naughty by Nature — «Uptown Anthem» (1991) - Run-D.M.C. — «Rock Box» (1984) | 2:52         |
| 5  | «To The Maker»          |                         | Jam Master Jay                | | 0:24         |
| 6  | «3 In The Head»         |                         | The Bomb Squad                | - Lou Donaldson — «Donkey Walk» (1970) - Audio Two — «Top Billin'» (1987) | 3:29         |
| 7  | «Ooh, Whatcha Gonna Do» |                         | The Bomb Squad                | - Maceo & The Macks — «Soul Power 74» (1974) - Ramsey Lewis — «The Look of Love» (1967) | 3:06         |
| 8  | «Big Willie»            |                         | Daniel Shulman and Run-D.M.C. | - A Tribe Called Quest — «Check The Rhime» (1991) - Blood, Sweat & Tears — «Spinning Wheel» (1968) | 4:28         |
| 9  | «Three Little Indians»  |                         | Jam Master Jay and Chyskills  | - Run-D.M.C. — «Here We Go (Live at the Funhouse)» (1985) - Kurtis Blow — «AJ Scratch» (1984) - Public Enemy — «Public Enemy No. 1» (1987) - Run-D.M.C. — «Jam Master Jay» (1984)                                                                             | 3:07         |
| 10 | «In The House»          |                         | Pete Rock                     | - Sly & The Family Stone — «Sing a Simple Song» (1968) - Run-D.M.C. — «King of Rock» (1985) | 3:37         |
| 11 | «Can I Get A Witness»   |                         | Jermaine Dupri                | - LL Cool J — «Going Back to Cali» (1987) - Slick Rick — «Lick The Balls» (1988) - Manzel — «Midnight Theme» (1979) - Fred Wesley and The J.B.'s — «Blow Your Head» (1974) - A Tribe Called Quest — «Can I Kick It?» (1990) - Run-D.M.C. — «My Adidas» (1986) | 3:36         |
| 12 | «Get Open»              | Onyx                    | Jam Master Jay and Chyskills  | - Lonnie Smith — «Turning Point» (1969) | 3:52         |
| 13 | «What’s Next»           | Mad Cobra               | Clifton «Specialist» Dillon   | | 4:03         |
| 14 | «Wreck Shop»            |                         | Pete Rock                     | - Tenor Saw — «Ring The Alarm» (1985) - Reggie Stepper — «Drum Pan Sound» (1990) - Lou Donaldson — «Who’s Making Love» (1969) - Melvin Bliss — «Synthetic Substitution» (1973)                                                                                | 3:14         |
| 15 | «For 10 Years»          |                         | Jam Master Jay                | - Lonnie Smith — «Spinning Wheel» (1970) | 0:39         |

## Участники записи
Участники записи для альбома Down with the King взяты из AllMusic и отсканированной копии буклета альбома.
- Дэррил Макдэниелс — исполнитель, вокал
- Джейсон Майзелл — исполнитель, вокал, продюсер («To The Maker», «Three Little Indians», «Get Open», «For 10 Years»)
- Джозеф Симмонс — исполнитель, вокал
- Run-D.M.C. — продюсер («Big Willie»)
- Расселл Симмонс — исполнительный продюсер, сопродюсер
- Шайскиллз — продюсер («Three Little Indians», «Get Open»)
- Пит Рок — продюсер, приглашённый гость («Down With The King», «In The House», «Wreck Shop»)
- Си эЛь Смуф — приглашённый гость («Down With The King»)
- Кью Тип — продюсер, приглашённый гость («Come On Everybody»)
- EPMD — продюсер, приглашённый гость («Can I Get It, Yo»)
- Кей Джи — продюсер («Hit 'Em Hard»)
- Зе Бомб Сквад — продюсер («3 In The Head», «Ooh, Whatcha Gonna Do»)
- Дэниел Шульман — продюсер («Big Willie»)
- Джермейн Дюпри — продюсер («Can I Get A Witness»)
- Клифтон «Специалист» Диллон — продюсер («What’s Next»)
- Мистер Бозак — сопродюсер («Can I Get It, Yo»)
- Фредро Старр — приглашённый гость
- Мэд Кобра — приглашённый гость
- Боб Пауэр — инженер звукозаписи («Come On Everybody»)
- Дэйв Гринберг — инженер звукозаписи («Can I Get It, Yo»)
- Анжела Пива — инженер звукозаписи («Hit ’Em Hard»)
- Фрэнк Вердероса — инженер звукозаписи («To The Maker»)
- Джефф Тоун — сведение («3 In The Head»)
- Кевин Томас — сведение («Ooh, Whatcha Gonna Do»)
- Дуг Уилсон — инженер звукозаписи («Big Willie»)
- Ли Энтони — инженер звукозаписи («Big Willie»)
- Том Морелло — гитара («Big Willie»)
- Рич Джулай — инженер звукозаписи («Three Little Indians», «Get Open»)
- Эд Роджерс — инженер звукозаписи («Can I Get A Witness»)
- Фил Тан — инженер звукозаписи («Can I Get A Witness»)
- Луи Альфред — инженер звукозаписи («Get Open»)
- Вон «Несса» Меррик — инженер звукозаписи («Get Open»)
- Тони Келли — инженер звукозаписи («What’s Next»)
- Стив Етт — инженер звукозаписи («Wreck Shop»)
- Фрэнк Вердероса — инженер звукозаписи («For 10 Years»)
- Хауи Вайнберг — мастеринг
- Ребекка Мик — арт-дирекция, дизайн обложки
- Ник Ваккаро — фотографии на диске

## Чарты

### Еженедельные чарты
| Чарт (1993)                            | Высшая позиция |
| -------------------------------------- | -------------- |
| США (Billboard 200)                    | 7              |
| США (Billboard Top R&B/Hip-Hop Albums) | 1              |
| UK Albums Chart                        | 44             |

### Синглы
| Год  | Сингл                   | Позиции в чартах | Позиции в чартах | Позиции в чартах | Позиции в чартах | Позиции в чартах | Позиции в чартах | Позиции в чартах |
| Год  | Сингл                   | US               | US R&B           | US Rap           | US Dance Sales   | US R-mic         | UK               |                  |
| ---- | ----------------------- | ---------------- | ---------------- | ---------------- | ---------------- | ---------------- | ---------------- | ---------------- |
| 1993 | «Down with the King»    | 21               | 9                | 1                | 12               | 33               | 69               |                  |
| 1993 | «Ooh, Whatcha Gonna Do» | -                | 78               | 21               | 31               | -                | -                |                  |
| 1993 | «Can I Get It, Yo»      | -                | -                | -                | 23               | -                | -                |                  |

## Сертификации
| Регион | Сертификация | Продажи  |
| --- | ------------ | -------- |
| США (RIAA) | Золотой      | 500,000^ |
| * Данные о продажах приведены только на основе сертификации. ^ Данные о тиражах приведены только на основе сертификации. |              |          |